# Lerista griffini
Lerista griffini är en ödleart som beskrevs av  Storr 1982. Lerista griffini ingår i släktet Lerista och familjen skinkar. Inga underarter finns listade i Catalogue of Life.